# 那卜星
那卜（Naboo）是《星球大戰》中的一個虛構的星球。而這是個分成兩種社會的星球：在地表殖民的人類以及住在水中城市的剛岡人。那卜的人類實行君主立憲制，是個主張維護教育、藝術、環保和科學成就的一個和平文化。那卜的主要經濟和政治中心在席德，也就是那卜皇宮所在地點。
因为帕尔帕廷皇帝是在纳布出生的，所以莉亞公主称那卜为“帝国的母星”。

## 历史介绍
那卜，一个田园诗般的世界，位于银河系外环边缘地带附近。星球上居住着以和平而闻名的那卜人，以及聪明的两栖类土著生物——剛岡人。
那卜的表面由沼泽的湖泊、起伏的旷野和苍翠的小山组成。其人口聚居地非常美丽——纳布的河流城市被古典建筑和温室装点得分外辉煌，而位于水下的冈根人居住地则是一种富有异国情调的静水力学气泡技术的美丽展示。
那卜星球的地质极为独特，它没有一个熔融的地核，这表明它是一颗极古老的星球。这颗行星是一个巨大岩石体的聚结，而岩石内部又散布着无尽的洞穴和隧道网。这使得星球表面众多的沼泽湖泊得以深入到星球的构造中去。本土的剛岡人发展出了利用这些洞穴网络进行的运输。但对太过深入地心的冒险，即使是那些勇敢的探险家也会驻足不前，因为那里大量滋生着体型巨大、胃口惊人的海洋兽类。
当银河共和国的银河议会通过一项对边远贸易通道增税的议案后，贪得无厌的贸易联盟对纳布进行封锁以示抗议。巨大战舰组成的包围网包围了这颗星球，切断了那卜的供给线。星球的首领——佩咪·艾米達拉女王和总督希欧·比博，则被贸易联盟的机器人部队俘虏。
由最高议长瓦洛伦派出的绝地武士救出了佩咪·艾米達拉女王，她随即前往科洛桑，请求银河议会对封锁进行干涉。但即使是那卜的驻外代表——参议员帕尔帕廷（达斯·西迪厄斯），也无法解决贸易联盟的官僚政治拖延战术。
出于对银河议会行动不力的沮丧，佩咪·艾米達拉女王决意自己采取行动。她返回那卜，向剛岡人征募士兵。那卜的两种文明同心携手，就能击败贸易联盟的入侵，将和平重新带回这个宁静的世界。

## 外部連結
- Wookieepedia上的相关条目：Naboo